# Phoenix Amongst the Ashes
Phoenix Amongst the Ashes – piąty album studyjny amerykańskiej grupy muzycznej Hate Eternal. Wydawnictwo ukazało się 10 maja 2011 roku nakładem wytwórni muzycznej Metal Blade Records. Nagrania zostały zarejestrowane w należących do Erika Rutana Mana Recording Studios w St. Petersburgu w stanie Floryda. Wszystkie utwory wyprodukował i zmiksował sam Rutan. Mastering w West West Side Music wykonał Alan Douches. 
Album zadebiutował na 14. miejscy listy Billboard Top Heatseekers sprzedając się w nakładzie 1400 egzemplarzy w przeciągu tygodnia od dnia premiery w Stanach Zjednoczonych. 

## Lista utworów
Opracowano na podstawie materiału źródłowego.
| Nr  | Tytuł utworu                     | Autorzy                     | Długość |
| --- | -------------------------------- | --------------------------- | ------- |
| 1.  | „Rebirth” (utwór instrumentalny) | Rutan, Simonetto, Hrubovcak | 01:17   |
| 2.  | „The Eternal Ruler”              | Rutan, Simonetto, Hrubovcak | 03:10   |
| 3.  | „Thorns of Acacia”               | Rutan, Simonetto, Hrubovcak | 04:29   |
| 4.  | „Haunting Abound”                | Rutan, Simonetto, Hrubovcak | 05:01   |
| 5.  | „The Art of Redemption”          | Rutan, Simonetto, Hrubovcak | 04:42   |
| 6.  | „Phoenix Amongst the Ashes”      | Rutan, Simonetto, Hrubovcak | 05:42   |
| 7.  | „Deathveil”                      | Rutan, Simonetto, Hrubovcak | 03:31   |
| 8.  | „Hatesworn”                      | Rutan, Simonetto, Hrubovcak | 04:48   |
| 9.  | „Lake Ablaze”                    | Rutan, Simonetto, Hrubovcak | 04:29   |
| 10. | „The Fire of Resurrection”       | Rutan, Simonetto, Hrubovcak | 03:57   |
|     |                                  |                             | 41:06   |

## Twórcy
Opracowano na podstawie materiału źródłowego.

- Erik Rutan - wokal prowadzący, gitara rytmiczna, gitara prowadząca, inżynieria, miksowanie, produkcja
- Jade Simonetto - perkusja, instrumenty perkusyjne
- J.J. Hrubovcak - gitara basowa
- Brian Elliott - inżynieria dźwięku
- Alan Douches - mastering
- Paul Romano - okładka, oprawa graficzna, dizajn